# Estudio Intersalt

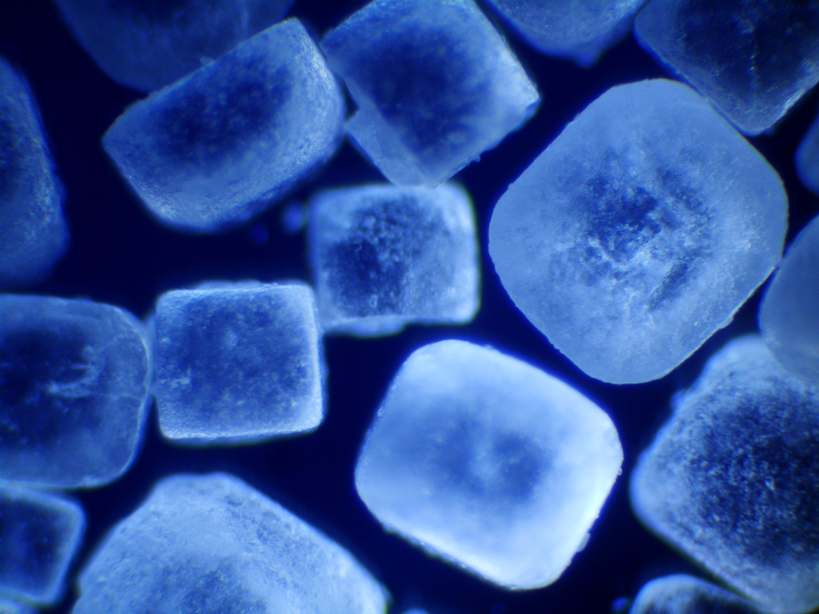
Granos de sal vistos desde un microscopio electrónico.

El Estudio Intersalt fue un gran estudio clínico en el que se tuvo en consideración cerca de diez mil personas (hombres y mujeres de 20-59 procedentes de 32 ciudades) que se realizó con el objeto de poder observar la asociación entre la ingesta de sal, la presión arterial, y la excreción urinaria.

## Resultados
Los resultados finales del estudio clínico fueron puestos en discusión por el Salt Institute (una organización comercial de productores de sal), que demandó que los resultados necesitaban de un re-análisis.  Se reaizó un re-análiss que fue publicado en 1996 y los resultados fueron los mismos.  Los resultados fueron confirmados posteriormente por los estudios TOHP I y TOHP II.
En el año 1997 el escritor de ciencia Gary Taubes, publicó en un artículo en el Science Magazine, en el que se muestra muy crítico con los análisis publicados por Intersalt.  He criticized the failure to account for population heterogeneity in establishing the weak association between salt intake and blood pressure and the assumptions made when deploying regression dilution bias.  He also cited the TOHP II study as showing only "negligible benefit of salt reduction".